# Емельянов, Анатолий Федорович
Анатолий Фёдорович Емельянов (20 августа 1925 года — 10 января 1992 года, село Сухобузимо, Красноярский край) — тувинский поэт, прозаик и переводчик, драматург.

## Биография
Емельянов Анатолий Федорович родился 20 августа 1925 года в селе Сухобузимо Красноярского края. Он — участник Великой Отечественной войны, в 1945—1946 годах проходил службу в Германии и Австрии. Отлично владеющий немецким языком, работал переводчиком. Окончил психологическое отделение философского факультета МГУ. В 1955 году по направлению ЦК КПСС приехал работать в Туву. Работал директором лекционного бюро, заместителем начальника областного управления культуры, заведующим лекторской группой обкома КПСС, заместителем министра культуры Тувинской АССР, научным сотрудником Тувинского научно-исследовательского института языка, литературы и истории.

## Творчество
Писал стихи с 13 лет. Свои первые пробы он печатал в краевой детской газете. В 1957 году в газете «Тувинская правда» опубликована его первая поэма «Высокогорье» (соавторстве с С. Козловой). Первый сборник стихов «Солнце и Эртине» вышел в 1963 году. Поэт писал о партии, о Родине, о природе, о войне. Темы творчества поэта — это жизнь людей труда, ратного и мирного, непримиримость к потребительству, бюрократизму, утверждение идеалов добра. Его прозаические произведения правдиво отражают жизнь, быт первых русских, приезжавших в Туву жить в начале XX века. В них автор рассказывает о тяжелой доле народа до революции.
Повести «От мира не уйти», «Староверы» связаны тем, что отображенные события документально достоверны. Все персонажи имеют реальных прототипов. Автор много переводил на русский язык произведения классиков тувинской литературы. Ему принадлежат переводы таких тувинских поэм, как «Чечек» С.Пюрбю, «Алдын-кыс» С. Сарыг-оола.
Был членом Союза журналистов СССР, Союза писателей СССР (1977).
Умер 10 января 1992 года в Кызыле.

## Награды и звания
- Орден Великой Отечественной войны 2 степени
- Медаль Великой Отечественной войны
- медаль «20-летие Великой Отечественной войны»
- медаль «30-летие Великой Отечественной войны»
- медаль «40-летие Великой Отечественной войны»
- Почетная грамота Президиума Совета Тувинской АССР

## Основные публикации
- Солнце и Эртине: стихи, 1963
- Если ты человек: стихи, 1967
- Всегда в командировке: стихи, 1973
- Упорство: стихи, 1976
- Справедливость: стихи, баллады, новеллы, 1981
- Судьба, стихи, баллады, поэмы, 1989
- От мира не уйти: документальные повести, очерки, 1978, 1984
- Быть человеком: беседы с молодежью (1982)
- Борьба за огонь: пьеса